# Антена
 Тази статия е за радиотехническото устройство.  За анатомичния орган вижте антена (биология).  
Антената е радиотехническо устройство за преобразуване на електромагнитни вълни в електрически ток и обратно, което се използва за предаване и приемане на сигнали. Формата, размерите и конструкцията на антените са разнообразни и зависят от дължината на вълната на излъчваните и приеманите сигнали и от предназначението на антената. Най-общо антената може да е изпълнена като отрязък от метален проводник или комбинация от такива проводници, метални рупори, отразяващи метални огледала с различна форма, вълноводи с метални стени и коаксиални линии, в които са изрязани процепи и други.

Ако антената се постави в електромагнитно поле, то индуцира между контактите ѝ електродвижеща сила и в нея протича променлив ток. Затова в най-общия случай антената е пасивно устройство. Всяка пасивна антена може да работи в режими на предаване и приемане, в които има едни и същи характеристики и параметри. Ако към нея непосредствено е включено активно устройство като елемент на предавател или приемник, получава се активна антена, която е само предавателна или приемна и няма обратими свойства.

## Характеристики на антените
Антената се характеризира с насочени, фазови и поляризационни свойства. В съответствие с това основните характеристики на антените са:
- Характеристика на насоченост (ХН). Това е функция {\displaystyle f(\varphi ,\theta )}, която определя изменението на амплитудата на напрегнатостта на полето, създавано от антената, в равно отдалечени точки от излъчвателя във всички посоки φ и θ, т. е. по повърхността на сфера с център излъчвателя. Тъй като на различно разстояние от излъчвателя (различен радиус на сферата) амплитудата на полето е различна, използва се нормирана ХН – всички стойности на измереното поле се разделят на максималната. Така стойностите на нормираната ХН не надвишават единица {\displaystyle 0\leq F(\varphi ,\theta )\leq 1}

Графичното изображение на ХН се нарича диаграма на насоченост (ДН). В пространството тя представлява тримерно изображение. Двете взаимно перпендикулярни сечения на това пространствено тяло представляват ДН в хоризонтална и вертикална равнина – {\displaystyle F(\varphi )} и {\displaystyle F(\theta )}. Те могат да се изобразяват:
1. в полярна координатна система: ъгъл, определящ посоката на наблюдение φ или θ и радиус-вектор, определящ амплитудата на полето или мощността в тази посока;
2. в правоъгълна координатна система: – по абцисната ос – ъгълът, определящ посоката на наблюдение, а по ординатната (в линеен или логаритмичен мащаб) – амплитудата на полето или мощността в тази посока.

Видове ДН – тороидална, игловидна, ветрилообразна (веерна), със специален профил (косекансна)
- Фазова характеристика (съответно фазова диаграма)
- Поляризационна характеристика ПХ (съответно поляризационна диаграма ПД). Това е характеристиката, която показва закона на изменение големината и посоката на вектора на напрегнатостта на електрическото поле Е за един период на електромагнитното колебание.

## Параметри на антените
- Входно съпротивление (входен импеданс): Zвх = Rвх + jXвх
- Коефициент на стояща вълна: КСВ (коефициент на бягаща вълна КБВ = 1/КСВ)
- Съпротивление на излъчване: Rи = Pи / I2
- Съпротивление на загубите: Rз = Pз / I2
- Мощност на излъчване: Pи = RиI2
- Мощност на загубите: Pз = RзI2
- Пълна мощност: Ра = Pи + Pи
- Коефициент на полезно действие: η=Pи/Ра
- Коефициент на насочено действие (насоченост): D
- Ширина на ДН в хоризонтална и вертикална равнина: (2φ)°0,5,(2θ)°0,5
- Коефициент на усилване: G
- Ниво на страничните листи в диаграмата на насоченост: μ
- Коефициент на разсейване: β
- Действаща височина: hд
- Ефективна площ: A
- Коефициент на използване на отвора (апертурата): ν
- Ефективност: g=ν.η
- Лента на пропускане: 2Δf/f0
- Максимална и минимална работна честота: fmax, fmin
- Коефициент на покритие: kп=fmax/fmin
- Шумова температура: Та[1]

## Видове антени
Антените се класифицират по различни признаци – принцип на действие, режим на работа, конструкция, материал, състав, насоченост, честотен обхват, поляризация, начин на захранване, вид монтаж.

### Според принципа на действие

#### Антени със стояща вълна на тока
- Вибраторни антени
  - Симетричен вибратор (дипол)
    - Разделен вибратор
    - Контурен вибратор (шлейф-вибратор, двоен и троен вибратор, вибратор на Пистолкорс)
    - Ъглова вибраторна антена [3]
    - Шунтов вибратор (диапазонен шунтов вибратор, широколентов симетричен вибратор)
    - Дипол на Надененко
    - Обърната V-образна антена (антена „Inverted V“)
    - Коаксиална антена
    - Антена с управляемо излъчване на фидера (CFR антена)

  - Несиметричен вибратор (мо̀нопол)
    - Пръчковидна (щифтова) антена, скъсена пръчковидна антена
    - Антена кула
    - Антена мачта
    - Вертикална антена с горно захранване (антифадингова антена)
    - Антена на Александерсен
    - J-образна антена
    - Антена за зенитно излъчване
    - Диелектрична резонаторна антена

  - Турникетна антена
  - Аеростатна антена
- Многовибраторни синфазни антени,
  - Колинеарна антена
  - Хоризонтална диапазонна антена [4]
- Процепни антени
  - Процепни антени в плосък екран
    - Симетричен процеп
    - Несиметричен процеп (жлебовидна/каналовидна антена)

  - Процепни антенни решетки
    - Вълноводно-процепни антени (резонансни и нерезонансни)
    - Коаксиално-процепни антени (резонансни и нерезонансни)

#### Антени с бягаща вълна на тока
- Директорни антени (антени тип „вълнови канал“ или Уда-Яги антени)
- Спирални антени
- Антени с повърхностни вълни (диелектрични антени и антени с периодична структура)

#### Апертурни антени
- Вълноводни излъчватели
- Рупорни антени
- Огледални антени (рефлекторни антени)
  - Симетрични или прякофокусни (директнофокусни) огледални антени
    - Параболични: ротационен параболоид, параболичен цилиндър
    - Сферична антена
    - Сферопараболична антена

  - Несиметрични огледални антени
    - Елиптичен параболоид (офсетна антена)
    - Отрязък от симетрична огледална антена

  - Рупорно-параболична антена
  - Многорефлекторни антени
    - Двурефлекторна антена с плосък екран
    - Антена на Касегрейн
    - Антена на Грегори

  - Огледална антена тип чадър
  - Перископична антена
  - Тороидална антена
- Лещови антени
  - Забавящи лещови антени
  - Ускоряващи лещови антени

#### Сканиращи антени
- Антени с електромеханично сканиране
- Антени с електронно сканиране
  - Антени с честотно сканиране
  - Фазирани антенни решетки (ФАР)

#### Антени с обработка на сигналите (смарт-антени)
- Антени с линейна обработка на сигналите; Моноимпулсни антени
  - Антени с амплитудна пеленгация
  - Антени с фазова пеленгация; Радиоинтерферометър
- Антени с нелинейна обработка на сигналите
  - Антени с логическа обработка на сигналите
  - Антени с корелационна обработка на сигналите
- Многолъчеви антени
- Антени с временна модулация на параметрите (динамични антени)
- Самофокусиращи се антени
  - Антени със синтезирана апертура
- Радиооптични антенни решетки
- Адаптивни антени

### Според режима на работа
- Предавателни
- Приемни
- Приемо-предавателни

### Според конструкцията
- Линейни антени
- Плоски антени
- Пространствени антени
- Проводникови антени – вибраторни (диполни и телескопични) и жични
- Логопериодични антени
- Антени-кули
- Антени-мачти
- Рамкови антени, Антени „Двоен квадрат“
- Феритни антени
- Съставни антени (пач-антени)
- Печатни антени
- Микролентови антени

### Според материала
- Метални
- Диелектрични
- Плазмени
- Хибридни

### Според състава
- Едноелементни антени
- Антенни системи (решетки)
  - Едномерни
  - Двумерни
  - Тримерни

### Според честотния обхват
- Настроени антени
- Широколентови антени (широкоспектърни)
- Свръхширокодиапазонни антени

### Според насочеността
- Ненасочени антени (точкова, изотропна антена) – 
D = 1
- слабонасочени 1 < D < 10
- среднонасочени 10 < D < 100
- силнонасочени (остронасочени) антени D > 100

### Според начин на захранване
- Активни антени
- Пасивни антени

## Изчисление и изследване на антени
Изчислението на антените е сложен процес, който е елемент от проектирането. Включва изчисляване на конструктивните и електрическите параметри и на характеристиките на антените. Извършва се по частни методики за отделните видове антени.
Ориентировъчно дължините на вибраторните антени (диполи) са близки до кратни стойности на дължината на вълната, например несиметричен четвъртвълнов вибратор (L=λ/4), симетричен полувълнов вибратор (L=λ/2), вълнов вибратор (L=λ) и т.н. Кратните стойности могат да се умножат с определени коефициенти за получаване на резонансни дължини (при които входното съпротивление е чисто активно). Следователно антенните излъчватели (вибратори, процепи, спирали, рупори) с по-големи размери са предназначени за по-големи дължини на вълната (по-ниски честоти), а тези с по-малки размери – за по-малки дължини на вълната (по-високи честоти). Класическият сгънат дипол не е наполовина на размери на обикновен дипол и в действителност е идентичен по дължина. Физическото решение е, че сгънатият дипол се състои и от втори дипол с второстепенно използване на проводника над него. Разстоянието между проводниците трябва да бъде минимално, за да остане във фаза разделената секция и последователността на вторичния проводник.
Сложните конструкции на антени се изчисляват чрез техни заместващи схеми – еквивалентни схеми. Те представляват нискочестотни аналози на антените, в които техните елементите се заменят със съответните импеданси, капацитети и индуктивности.
Изследването на антените обхваща експериментално определяне на:
- характеристиките на антените (изследване на ХН и построяване на ДН, изследване на ПХ и построяване на ПД;
- параметрите на антените (коефициент на усилване, входно съпротивление, честотна лента на пропускане и др.)

## Галерия
- Стайна диполна антена UHF
- Външни диполни антени тип 
„двоен вибратор“
- Радиолюбителска антена
- Автомобилна антена
- Микроминиатюрни антени
- Предавателна антена мачта
- Сателитна огледална антена
- Мачта с антени на мобилен оператор
- Директорна антена (антена Яги)
- Телевизионни приемни антени за VHF и UHF
- Логопериодична антена за любителско радиоразпръскване на честоти 400 – 4000 MHz
- Монтаж на външна UHF антена за цифрова телевизия във Венецуела
- Спирална антена с гумено покритие на преносимо устройство за безжична комуникация
- Самолетна антена на международната изложба по аеронавтика и въздухоплаване в Бурже, Франция, 2011 г.
- Предавателна антена мачта, облечена като дърво, близо до Блоемендаал ан Зее, Нидерландия
- Огледална антенна система с решетъчен рефлектор за честоти под 2,5 GHz
- Покривна антена за GPS система
- Рамкова стайна телевизионна дециметрова антена
- Антенната система на РЛС ASR-9 с основен радар (огледална параболична антена) и запитвач (правоъгълна антена, отгоре) за определяне на принадлежност и височина
- Вертикален четвъртвълнов вибратор за VHF с 3 заземени проводника за увеличаване на излъчената мощност в хоризонтална посока, наклонени за увеличаване на Zвх до 50 ома.
- Многоелементна пространствена антенна система „Дрехстанд“ в Науен, Холандия, изградена през 1964 година.
- Фазирана антенна решетка на радара за защита от балистични ракети AN/TPS-59(V)3, използван от американския морски корпус в Афганистан
- Активни диполи на фазирана антенна решетка на нискочестотния Гигантски Украински РадиоТелескоп (ГУРТ) в Харковска област, Украйна
- Многолентова ротационна, насочена антена, използвана за радиолюбителски цели
- Комуникационна кула с антени за микровълнови релейни връзки на връх Фрейзър в планината Сан Емиджо, окръг Вентура, Калифорния
- Огледални, вибраторни и директорни антени на обща кула
- Огледални, директорни и вибраторни антени на частни фирми на връх Вулкан
- Параболични микровълнови антени в телекомуникационна кула на Уилс Хил, Уага Уага, Нов Южен Уелс, Австралия

Цилиндричните форми на последните 4 снимки са метални обвивки около параболичните рефлектори. Те защитават антената от сигнали, идващи от странични посоки. Това позволява на антените, разположени близо една до друга, да използват еднакви микровълнови честоти, без да си пречат. Антените имат тънки пластмасови листове над отворите им, за предпазване от валежи.